# Piotr Kaźmierczak (aktor)
Piotr Kaźmierczak (ur. 19 stycznia 1971 w Pniewach) – polski aktor telewizyjny i teatralny.

## Życiorys
Współpracował z Teatrem Studyjnym `83 w Łodzi, Teatrem Nowym w Łodzi oraz Teatrem Rh+ we Wrocławiu.
W 1999 roku współtworzył zespół niezależnego Teatru Yest w Łodzi. Od 2000 roku związany z Teatrem Polskim w Poznaniu. 
.

## Spektakle teatralne[1]
- 2013: Piszczyk (reż.Piotr Ratajczak) (premiera 25 maja 2013)
- 2015: Krakowiacy i Górale (reż. Michał Kmiecik) (premiera 19 grudnia 2015)
- 2016: EXTRAVAGANZA o miłości (reż.Joanna Drozda) (premiera 12 lutego 2016)
- 2016: Sceny myśliwskie z Dolnej Bawarii (reż. Marcin Kania) (premiera 2 września 2016)
- 2017: K. (reż.Monika Strzępka) (premiera 4 listopada 2017)
- 2018: Wielki Fryderyk (reż. Jan Klata) (premiera 5 maja 2018)
- 2018: 27 grudnia (reż. Jakub Skrzywanek) (premiera 28 grudnia 2018)
- 2019: Hamlet / ГАМЛЕТ (reż. Maja Kleczewska) (premiera 7 czerwca 2019)
- 2020: Nana (reż. Monika Pęcikiewicz) (premiera 18 września 2020)

## Spektakle telewizyjne
- 1993: Książę Homburg – Oficer
- 1994: O- Beri Beri – Dyrektor Cielęciewicz
- 1995: Królewskie echo – Gaudenty
- 1997: Historia o ptaku cis – Wniedzielęurodzony
- 1999: Żywot łazika z tomresu – Tomasz

## Filmografia[2]
- 1993 - 1994: Bank nie z tej ziemi
- 1996: Epitafia Polskie
- 1997 - 2021: Klan – pacjent doktora Piotra Rafalskiego (nie występuje w napisach)
- 2002 - 2010: Samo życie – policjant śledzący Teresę Jankowską-Szpunar oraz przyłapujący Giuseppe "Pino" Tratini'ego na spożywaniu alkoholu w miejscu publicznym i odwożący go do Stołecznego Ośrodka dla Osób Nietrzeźwych w Warszawie przy ulicy Hotelowej
- 2003 - 2021: Na Wspólnej – lekarz Gorzec (odc: 2411, 2415, 2419, 2422, 2435, 2438-2439, 2447, 2462, 2465, 2467, 2478, 2490, 2533)
- 2004 - 2021: Pierwsza miłość – 3 role: dowódca brygady antyterrorystycznej Komendy Wojewódzkiej Policji we Wrocławiu, w której służył aspirant sztabowy zdegradowany potem do stopnia posterunkowego Aleksander "Aleks" Górski, adorator a potem narzeczony Marysi Radosz; doktor Julian Lubarski, lekarz onkolog, który poinformował Jowitę Kaczmarek o nawrocie u niej choroby nowotworowej, Bolek, alkoholik, mąż Grażki, której pomagał brat Tomasz, zakonnik, franciszkanin
- 2004 - 2010: Plebania – 4 role: Karol. szwagier Danuty, (odc.411), ?(odc.688), sprzedawca (odc.762), policjant (odc. 1548)
- 2005: Auschwitz. The Nazis & The "final solution" – (odc.3)
- 2006: Warto kochać – (odc.54)
- 2006: Sekcja 998 – Marek; w odcinku "Urodziny"
- 2006: Kryminalni – Andrzej Malczewski "Malec" (odc.61)
- 2006 - 2007: Dwie strony medalu – radny (odc.14, 43)
- 2007: Świadek koronny – "Mandżaro", członek ochrony "Blachy"
- 2007: I kto tu rządzi? – policjant (odc.22)
- 2007: Jesień
- 2008: Glina – Asystent Brauna (odc.21)
- 2008: Wydział zabójstw – Sieniewicz (odc.16)
- 2008: Tyle wody wokół domu
- 2009: Naznaczony – ochroniarz szefa (odc.3)
- 2010: Daleko od noszy 2 – pacjent (odc.190)
- 2010: Licencja na wychowanie – policjant (odc.6)
- 2011: Komisarz Rozen – grubas
- 2011 - 2013: Barwy szczęścia – 2 role: pracownik firmy pożyczkowej (odc.565), detektyw Walczak (odc. 1036, 1041)
- 2012: Rozplatanie
- 2012: Ostra randka – "Kark"
- 2014: Prawo Agaty – kaptan ABW (odc.73)
- 2016: Bodo – Żołnierz (odc.73)
- 2016: Komisja Morderstw – rudy archiwista (odc.5)
- 2017: Ojciec Mateusz – Bogdan (odc.238)
- 2017: Afryka
- 2018: W rytmie serca – sierżant Służby Więziennej, strażnik w Zakładzie Karnym w Puławach (odc.36, 39)
- 2018: Ślepnąc od świateł – policjant (odc. 2, 4, 5, 6, 7)
- 2018 - 2020: Korona Królów – Friedrich von Spira (odc 103-104)
- 2019: Władcy przygód. Stąd do Oblivio – Orian, łowca głów
- 2019: Dziewczyny ze Lwowa – policjant (odc.44, 45, 46)
- 2020: Przyjaciółki – Karol Rogalski, ojciec Antka (odc.174, 176)
- 2020: Przyszłe lato końca świata – kapral K
- 2020: Echo serca – policjant (odc.40)
- 2020: Archiwista – Borys Wijas (odc.12)
- 2021: Teściowie – menedżer
- 2021: Stulecie Winnych – urzędnik (odc.28)
- 2021: Ciotka Hitlera (film z cyklu: Kto ratuje jedno życie ten ratuje cały świat) – Leon Wiechocki
- 2021: Bo we mnie jest seks – Mikosz
- 2021: Teściowie – Menadżer

## Asystent reżysera
- 2018: Megality. Historia sprzed 5500 lat

## Organizacja produkcji
- 2009: Polska nowela filmowa